# رينو (شركة)

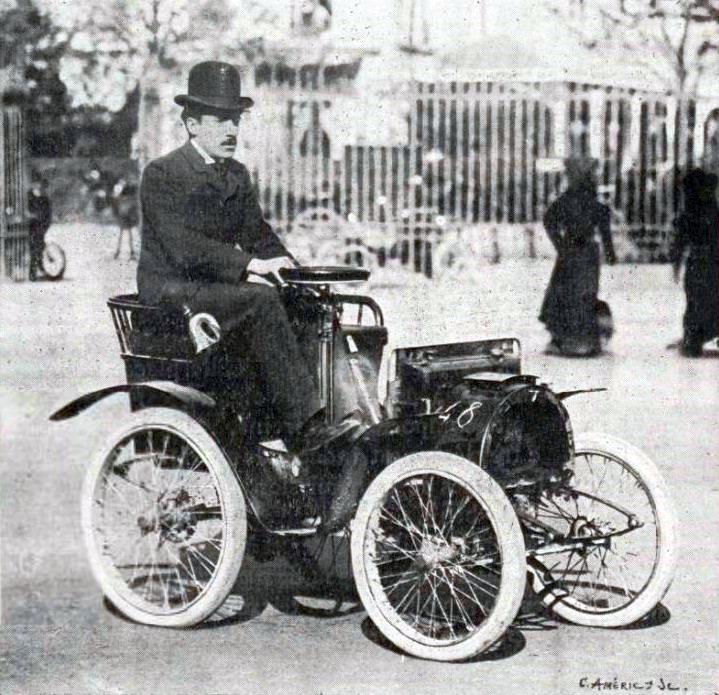
لويس رينو في 1903

رينو (بالفرنسية: Renault) هي مجموعة فرنسية لإنتاج السيارات وأنواع أخرى من العربات، تأسست في 25 فبراير 1899. يقع المقر الرئيسي للشركة في ضاحية بولون بيانكور غرب باريس، في عام 1999 شكلت تحالفا مع شركة نيسان موتورز، تحتل حاليا المركز الرابع في سلم المنتجين للسيارات. من أنجح السيارات التي صنعتها شركة رينو إلى الآن هي رينو كليو.

## تاريخ الصناعة

### من 1898 إلى 1914
بدأت رينو مسيرتها الصناعية في عام 1898 على يد مؤسسها السيد لويس رينو الذي استهوته الصناعة وإنشاء الآلات الصناعية، ومع تزايد الطلب على صناعة السيارات والتي زادت عن 250 سيارة، أنشأ رينو أول خط إنتاج صناعي في العام 1913. وزادت الإنتاجية في كافة المجالات وبدأ لويس رينو العمل المتسلسل لأول مرة.

### من 1914 إلى 1919
بدأت رينو في هذه المرحلة بتصنيع المعدات الحربية فأنتجت الشاحنات والمقطورات وسيارات الإسعاف والقنابل والدبابات الشهيرة FT17 التي كان لها الأثر الأكبر في حسم الانتصار العسكري، وبذلك أصبح لويس رينو في العام 1919 هو الصناعي الأول في فرنسا.

### من 1919 إلى 1939
بدأ لويس رينو في هذه المرحلة بتطوير صناعة المركبات فأنتج الشاحنات والباصات ومحركات الطائرات وغيرها من الآلات ذات المحرك. وعمل على تحديث خطوط الإنتاج الذي بدأ 1929 بإنشاء أول خط لمصنع مدينة (بيلانكورت Billancourt) تم إنجازه في العام 1939. ولمواجهة الأزمة الاقتصادية والانهيار الاقتصادي الذي حصل في عام 1929 عملت رينو على زيادة الإنتاج وخفض التكاليف في أجور العمال والخدمات الاجتماعية مما أدى إلى اضطرابات في صفوف العمال.

### 1939 إلى 1945
اعتبر لويس رينو أن المواجهة مع الألمان هي خطأ استراتيجي قامت به الحكومة الفرنسية، وشارك في المجهودات الحربية. وبعد الاحتلال الألماني خضع رينو للمتطلبات الألمانية بتصنيع المعدات الحربية دون أن يدرك حقيقة المحتل النازي. وبعد تحرير فرنسا اعتبر لويس رينو متعاونا مع المحتل، لذلك سخرت شركته لصالح الدولة إلى أن تأممت بعد ذلك من قبل الحكومة المؤقتة التي كان يرأسها (الجنرال ديغول de Gaulle) وأعلنت باسم (المؤسسة القومية لمعامل رينو).

### من 1945 إلى 1955
تم تعيين المهندس (بيير لوفشو Pierre Lefaucheux) من المقاومة رئيساُ لمؤسسة رينو القومية، الذي عمل على تصنيع السيارات السياحية ذات الأربع أحصنة إضافة للشاحنات والباصات التي حققت نجاحاً باهراً واعتبرت السيارة الشعبية الأولى. بدأت شركة رينو في هذه المرحلة بتحديث مصانعها وشراء المزيد من المصانع وبدأت تصدر منتجاتها إلى خارج فرنسا حيث تجاوزت صادراتها الألف سيارة.

### من 1955 إلى 1964
تابعت رينو تطورها وتوسعها لتؤكد أنها الشركة الأولى في فرنسا، وبدأت محاولة اختراق الأسواق الأمريكية ولكن دون جدوى. ومع ذلك تابعت مسيرة الانفتاح على السوق الخارجية وخاصة في إسبانيا والبرتغال وأمريكا الاتينية. وتميزت بسيارة (لادوفين la Dauphine) التي لاقت نجاحاً كبيراُ. إضافة إلى موديلات (رينو 4) و(رينو 8).وبعد شراء عدة معامل أصبحت شركة رينو المصنع الثاني للسيارات الشاحنة.

### من 1964 إلى 1975
إن عملية التخطيط للتصدير اتجهت وفق منحيين الأول بتطوير المؤسسة من قبل المهندس بيير في عام 1955 وقد وصلت نسبة الصادرات 55% إلى السوق الخارجية. أما المنحى الثاني فكان التطور الاقتصادي والمهني بإنتاج سيارات اقتصادية مثل سيارة (رينو 5) والسيارات الفاخرة مثل (رينو 16)، إضافة إلى المشاركة في المسابقات العالمية للسيارات وخاصة الرالي.

### من 1975 إلى 1984
تابعت شركة رينو تطورها بخطى سريعة، ومع بداية الثمانينات ظهرت أنواع جديدة من السيارت مثل (رينو 25) و(الأسباس l’Espace). كما دخلت ماركة رينو في السباقات الرياضية مثل (فورمولا 1 Formule 1). إلا أن بعض السياسات الخاطئة في تلك الفترة من توسعات غير مدروسة الكلفة وتزايد عدد العمال أدى إلى خسائر كبيرة للشركة.

### من 1984 إلى 1990
اعتمدت رينو على تخفيض كلفة الإنتاج بتعديل موديلات السيارات لتعود شركة رابحة في العام 1987 لتحقق أرباح بقيمة 3.7 مليار. مما ساعد الشركة على الانتعاش وإنتاج سيارات ملائمة للبيئة وخاصة (رينو 19) و(رينو كليو Clio).

### من 1990 إلى 1999
ملائمة لتطور السوق العالمية ظهرت فكرة الاندماج بين الشركات الكبرى وكان الاندماج الأول بين شركة رينو وشركة (فولفو Volvo) في العام 1993. ولكن هذا الاندماج لم يكلل بالنجاح. ولكن التحول الأكبر كان مع تخصيص الشركة جزئياً في العام 1994 إلى أن اكتمل فعلياً في العام 1996 حيث أصبحت الشركة أكثر حرية، واستطاعت الاندماج مع شركة (نيسان Nissan) في العام 1999. تابعت رينو تطورها برؤيا جديدة بظهور سيارة (ميغان Mégane) الأولى والثانية وسيارة (لاغونا Laguna) و(أفانتي Avantime) و(فيل سانتيس Vel Satis) وموديلات جديدة أخرى. كما زادت النتائج الناجحة في مسابقات (الفورمولا Formule 1) من شهرة الشركة ومصداقيتها.

### منذ عام 1999
تطورت عملية الاندماج مع شركة (نيسان Nissan) بحيث تجاوزت في العام 2002 مبلغ 44% من رأسمال شركة نيسان. وما زال هذا الاندماج بتطور مستمر. ومع الاندماج مع شركة (سامسونج Samsung Motors) وشركة (داسيا Dacia) بدأت رينو تتجه نحو السوق العالمية بخطى متسارعة، وتتجه نحو الهدف بإنشاء مجموعة اقتصادية عالمية بتوقعات بيع لأربعة ملايين سيارة تحت ماركات رينو – داسيا – رينو سامسونج.

## شعارات ورموز رينو منذ نشأته

شعار رينو من عام 1900 إلى عام 1906.
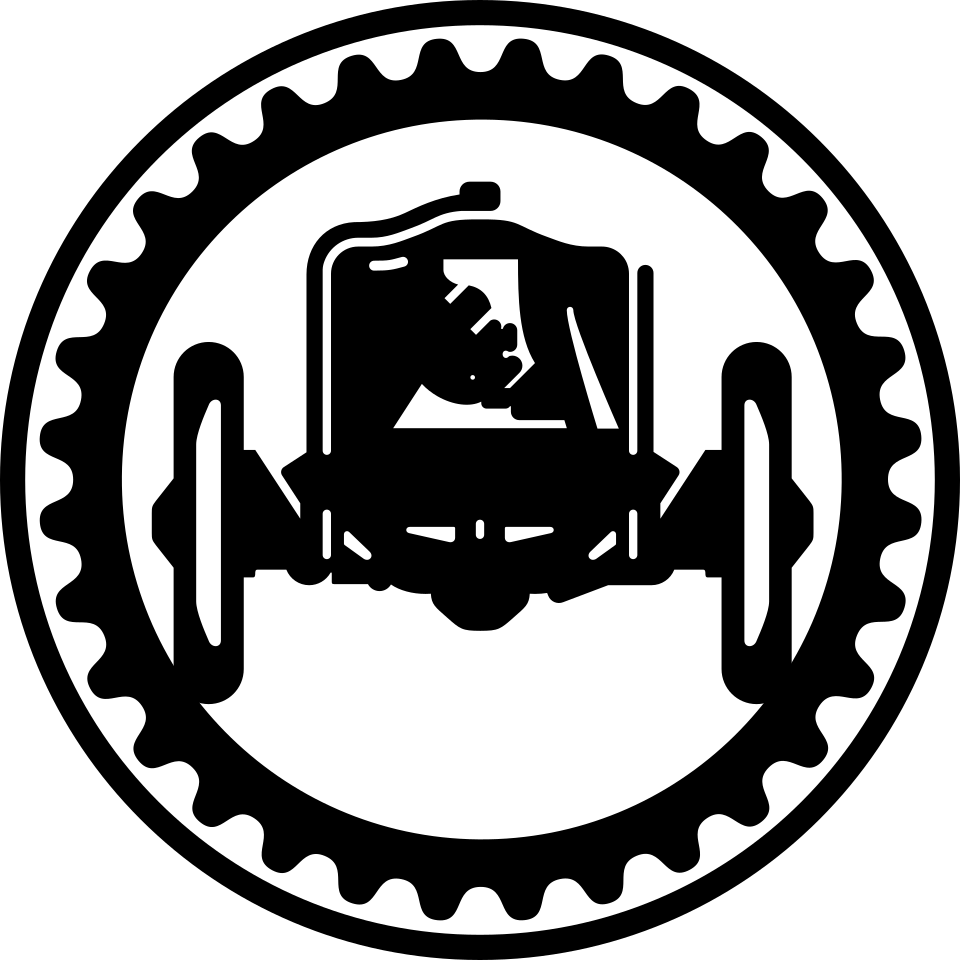
شعار رينو من عام 1906 إلى عام 1919.
شعار رينو من عام 1923 إلى عام 1925.
شعار رينو من عام 1925 إلى عام 1946.
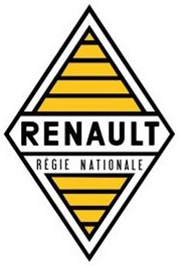
شعار رينو من عام 1946 إلى عام 1959.
شعار رينو من 1959 إلى 1971.
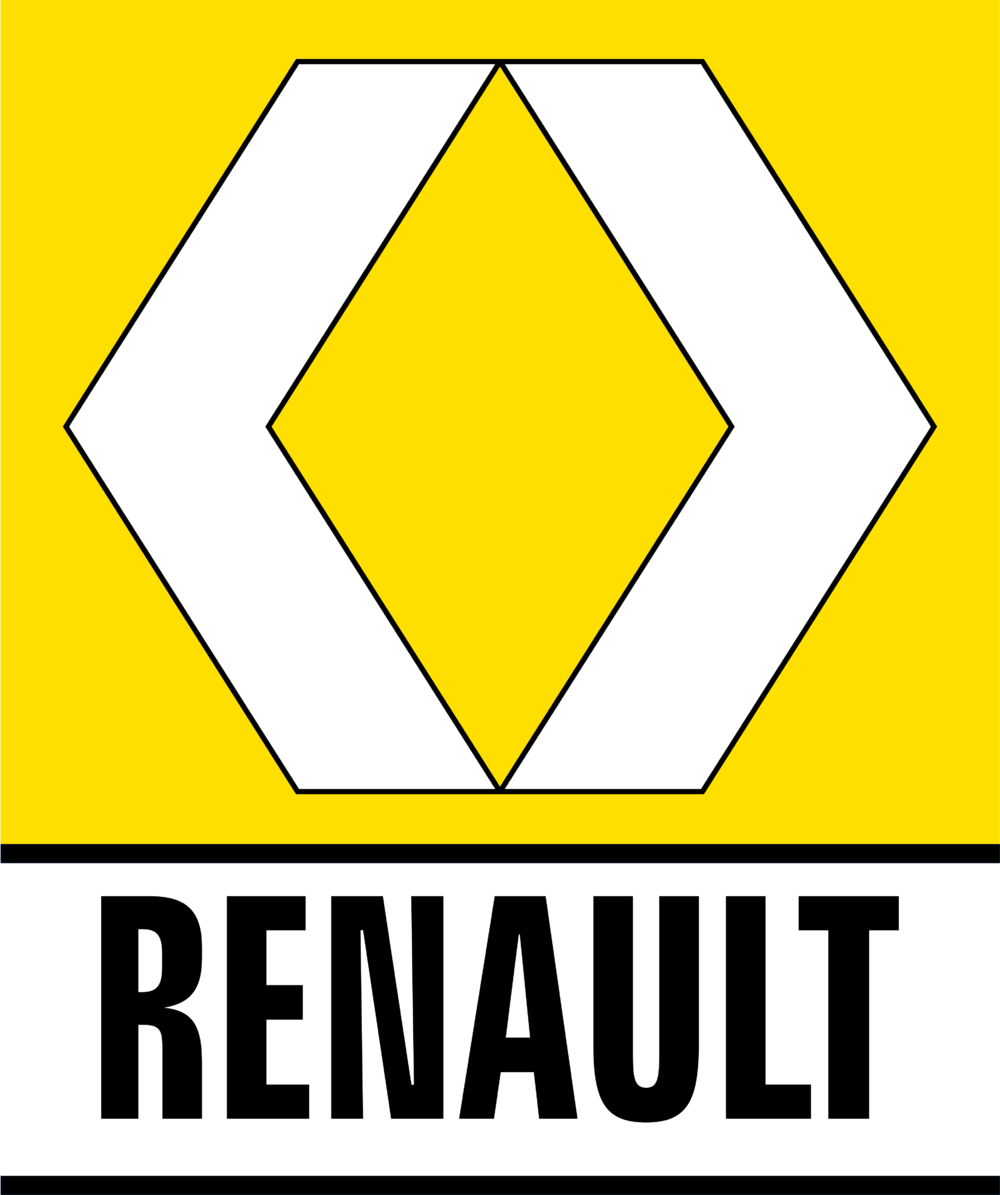
شعار رينو من عام 1971 حتى 1972. (شعار ممنوع).
شعار رينو من عام 1972 إلى عام 1981.
شعار رينو من 1981 إلى 1992.
شعار رينو من 1992 إلى 2004.
شعار رينو من 2004 إلى 2007.
شعار رينو من 2007 إلى 2015.
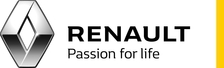
شعار رينو من 2015 إلى 2021.
شعار رينو منذ عام 2021.

## أرقام
حجم أعمال المجموعة (بملايين اليورو)
- 2000 : 40.175
- 2001 : 36.351
- 2002 : 36.336
- 2003 : 37.525
- 2004 : 40.292
- 2005 : 41.338
- 2006 : 41.528

ديون فرع السيارات (بملايين اليورو) :
- 2000 : 4,793
- 2001 : 3,927
- 2002 : 2,495
- 2003 : 1,748
- 2004 : 1,567
- 2005 : 2,252
- 2006 : 2,414

التوزيع الجغرافي لحجم الأعمال (%)
- 1992 : 47,6 (فرنسا) 52,4 (الخارج)
- 2001 : 39,2 (فرنسا) 60,8 (الخارج)
- 2002 : 38,3 (فرنسا) 61,7 (الخارج)
- 2003 : 35,5 (فرنسا) 64,5 (الخارج)
- 2004 : 34,7 (فرنسا) 65,3 (الخارج)

الإنتاج العالمي للمجموعة (بالوحدة)
- 1992 : 2041849
- 2001 : 2375084
- 2002 : 2343954
- 2003 : 2385087
- 2004 : 2471654

بإدراج داسيا ومحركات رينو ساسمسونج
مبيعات مجموعة رينو (بالوحدة)
- 2001 : 2413038
- 2002 : 2404977
- 2003 : 2388958
- 2004 : 2489401
- 2005 : 2553000
- 2006 : 2433604

بإدراج داسيا ومحركات رينو ساسمسونج
عدد الأفراد بالمجموعة :
- 1992 : 146604
- 2001 : 140417
- 2002 : 132351
- 2003 : 130740
- 2004 : 130573
- 2005 : 126584
- 2006 : 128893

هبوط عدد الأفراد لسنة 2002 سببه تخلي المجموعة عن فرع الحافلات Irisbus (3810 عامل) وخفض عدد العمال بداسيا (4663 عامل).

## المالكون
- بتاريخ 31 ديسمبر 2005 :

| الطرف           | المشاركة | شعار |
| الجمهور         | 62,72 %  |      |
| الدولة الفرنسية | 15,01 %  |      |
| نيسان           | 15 %     |      |
| عمال            | 3,6 %    |      |
| حيازة ذاتية     | 3,35 %   |      |

## صور لبعض سيارات وشاحنات رينو

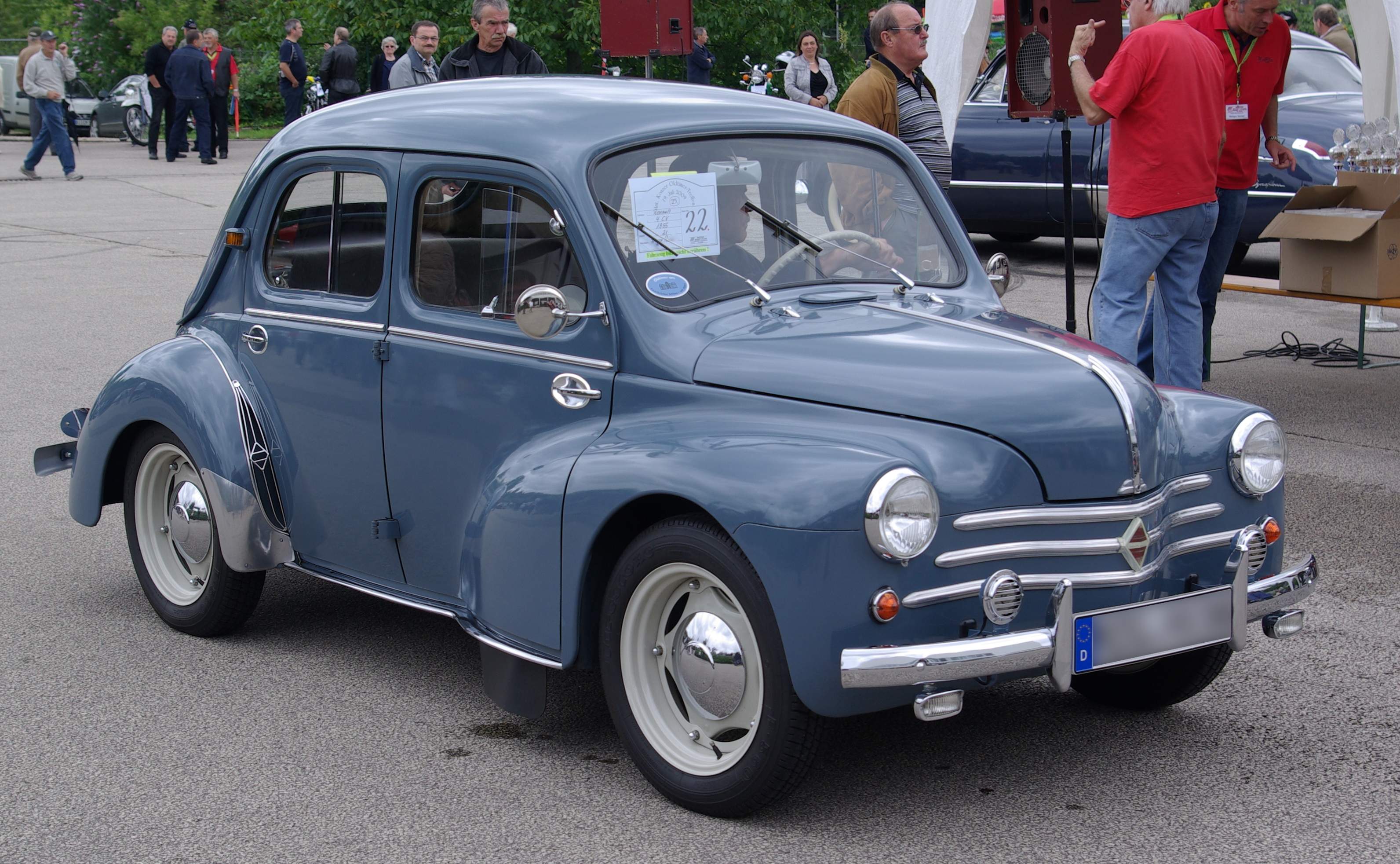
رينو 4cv
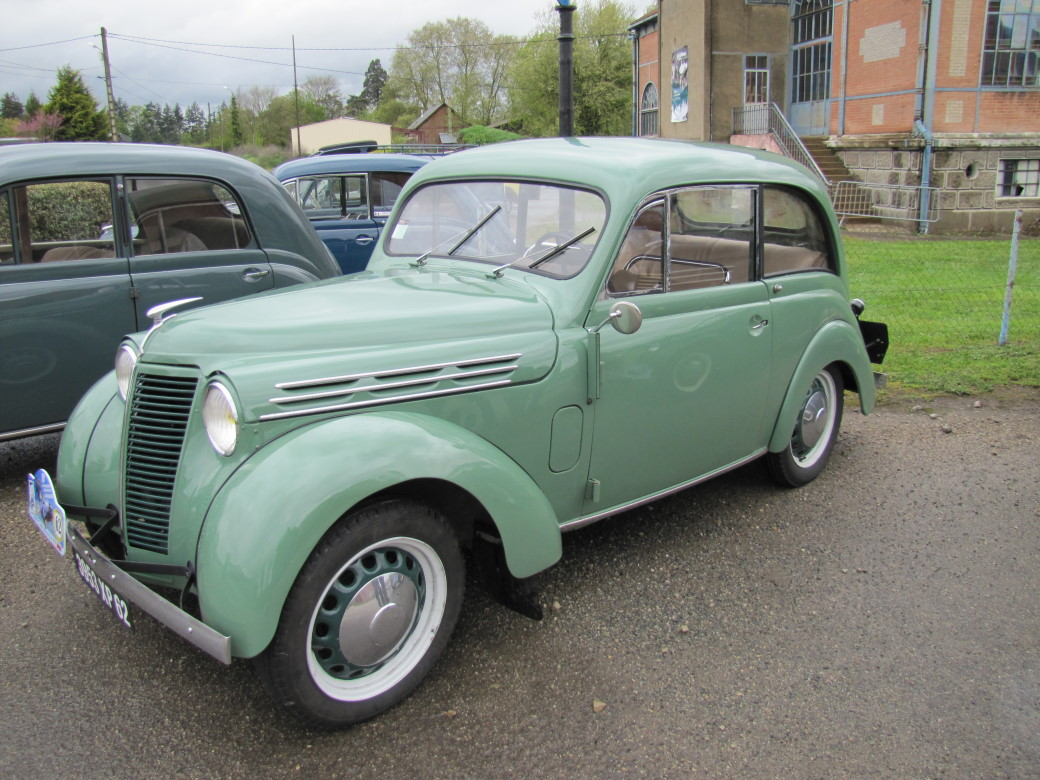
رينو جيفيكاتر
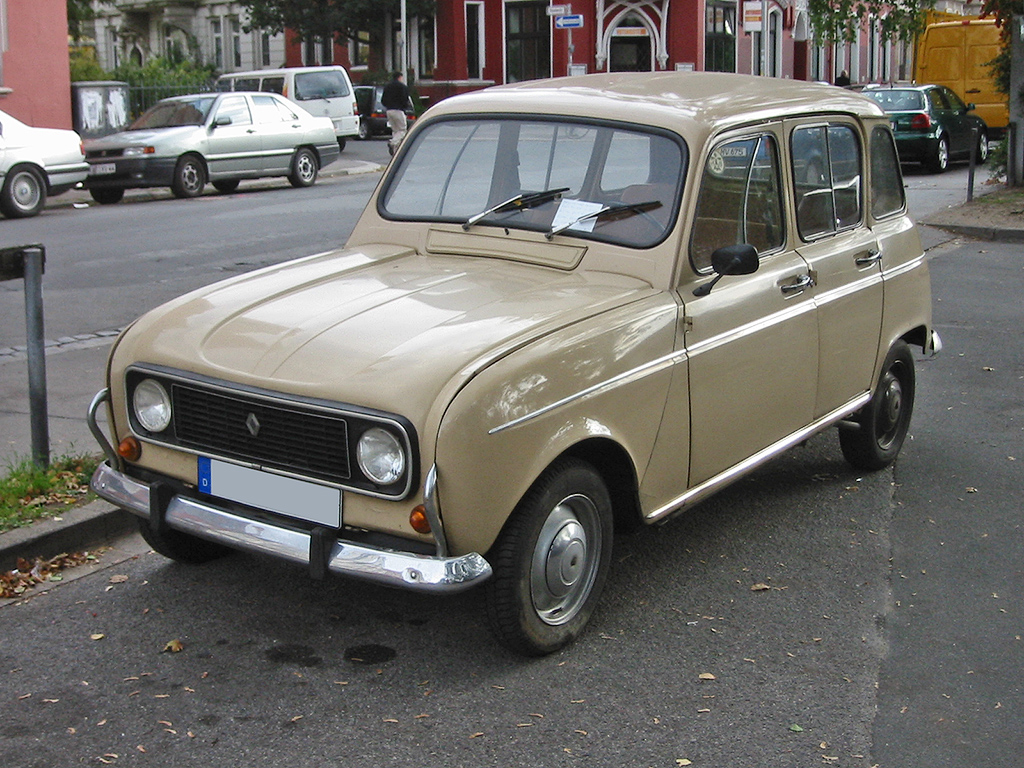
رينو 4
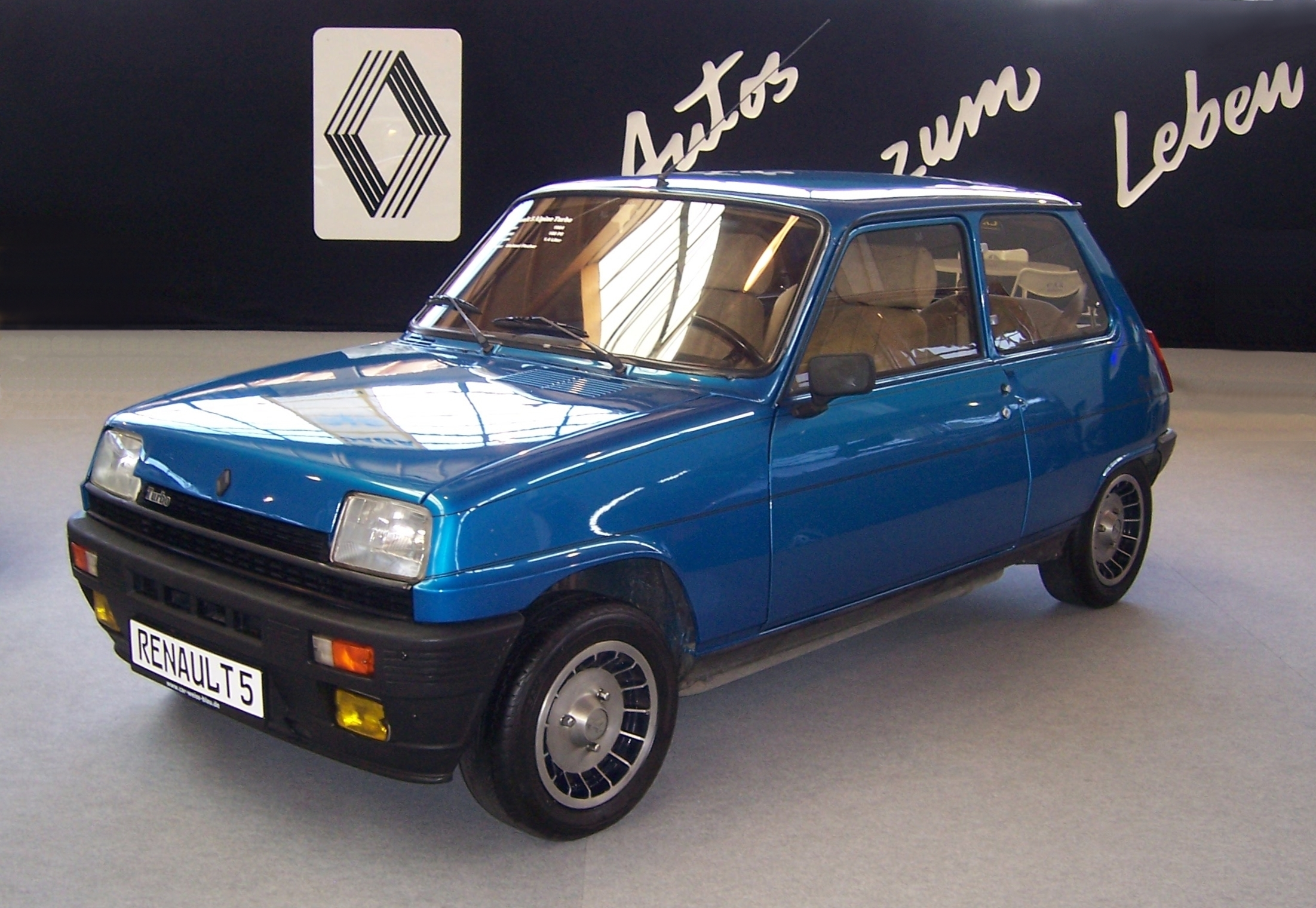
رينو 5
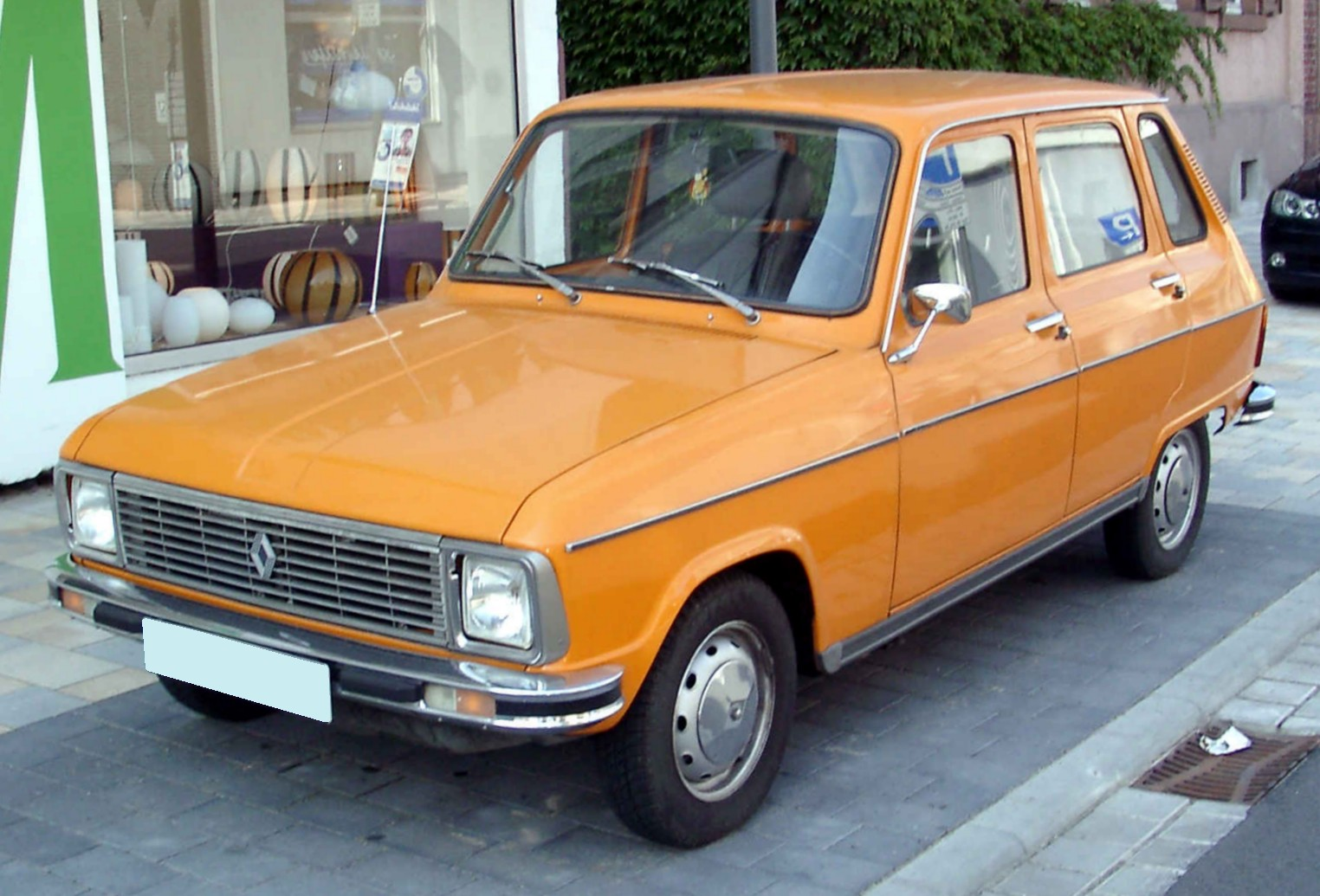
رينو 6
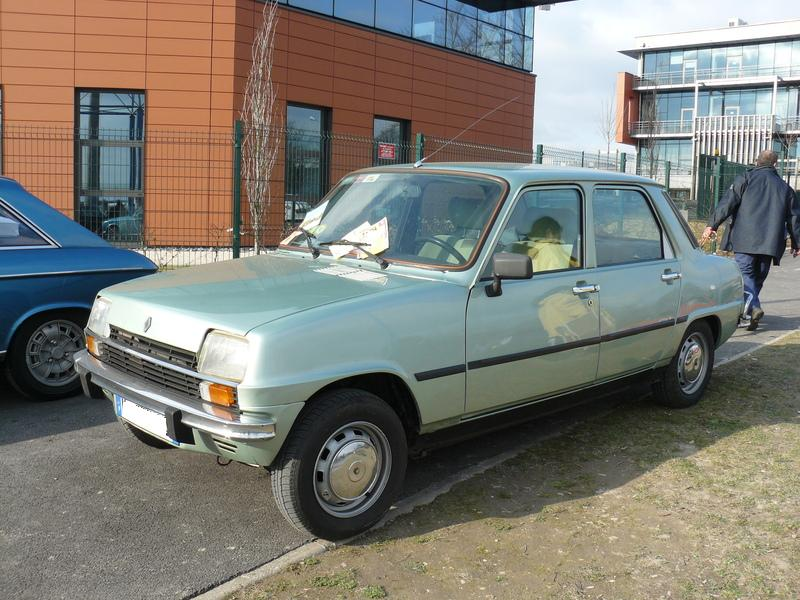
رينو 7
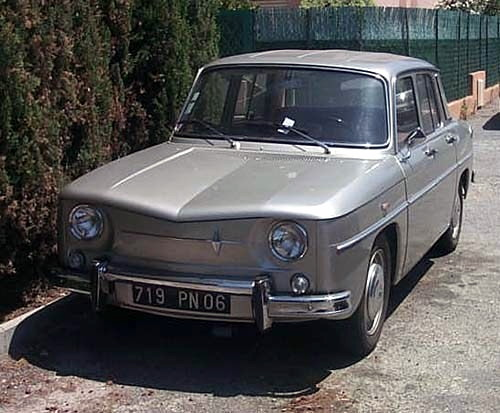
رينو 8
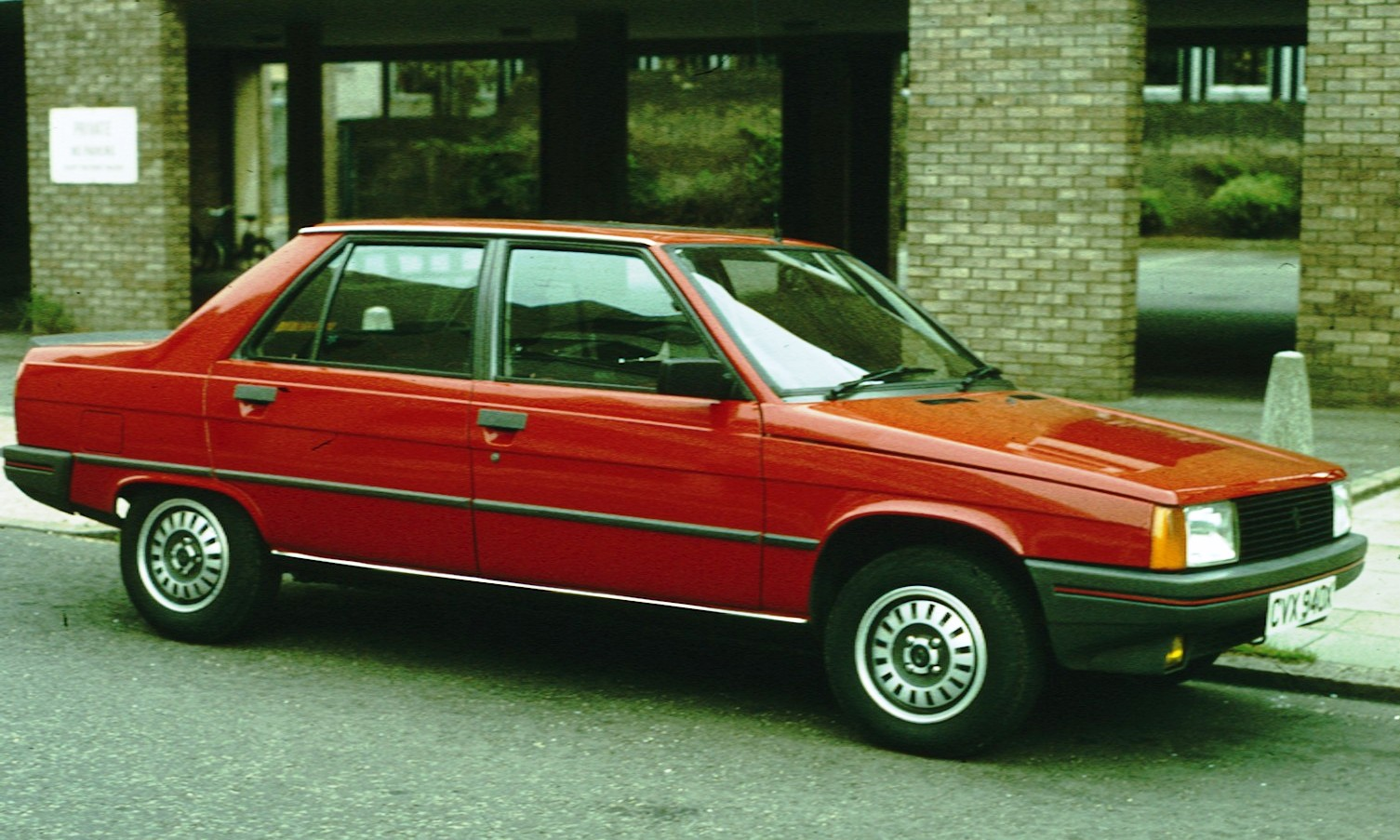
رينو 9 أو 11
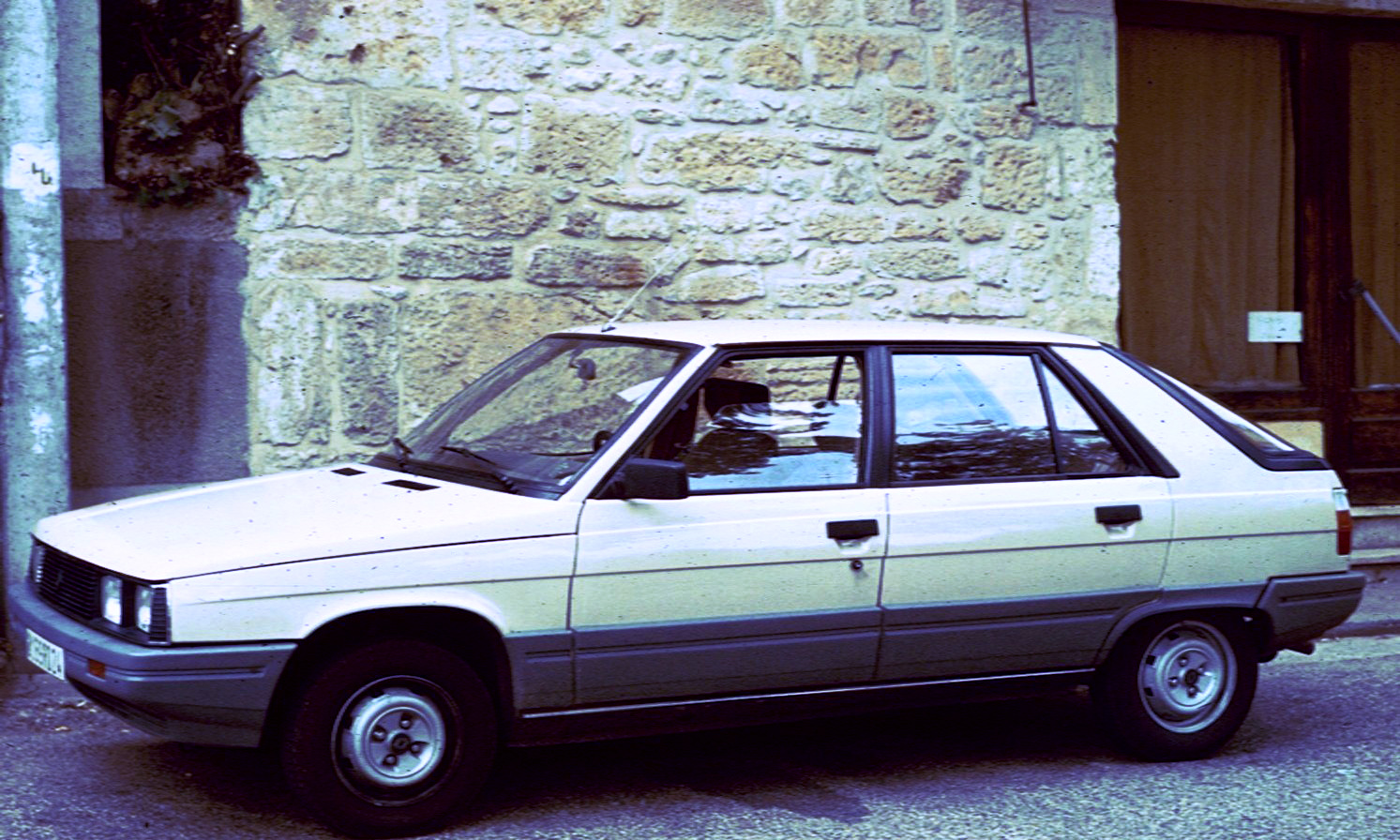
رينو 9 أو 11
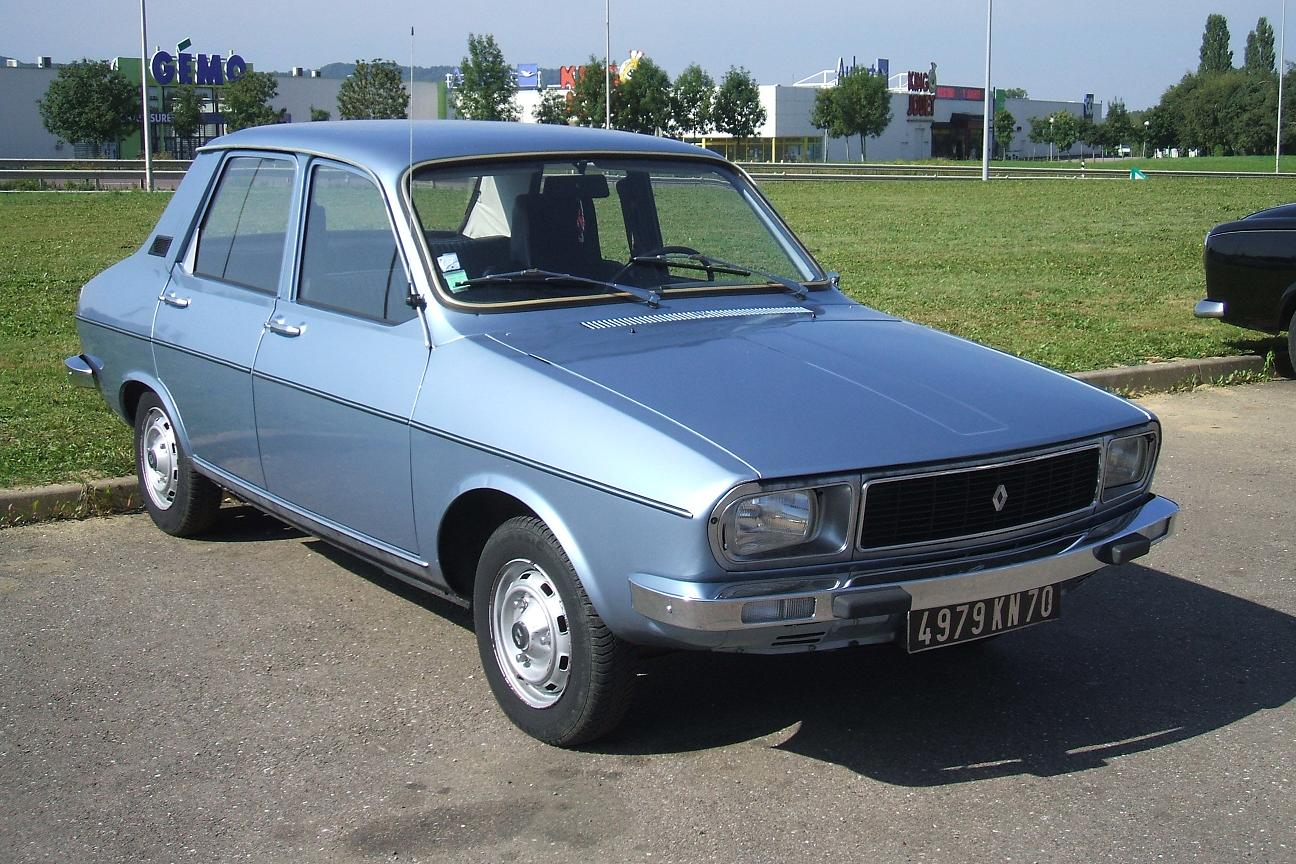
رينو 12
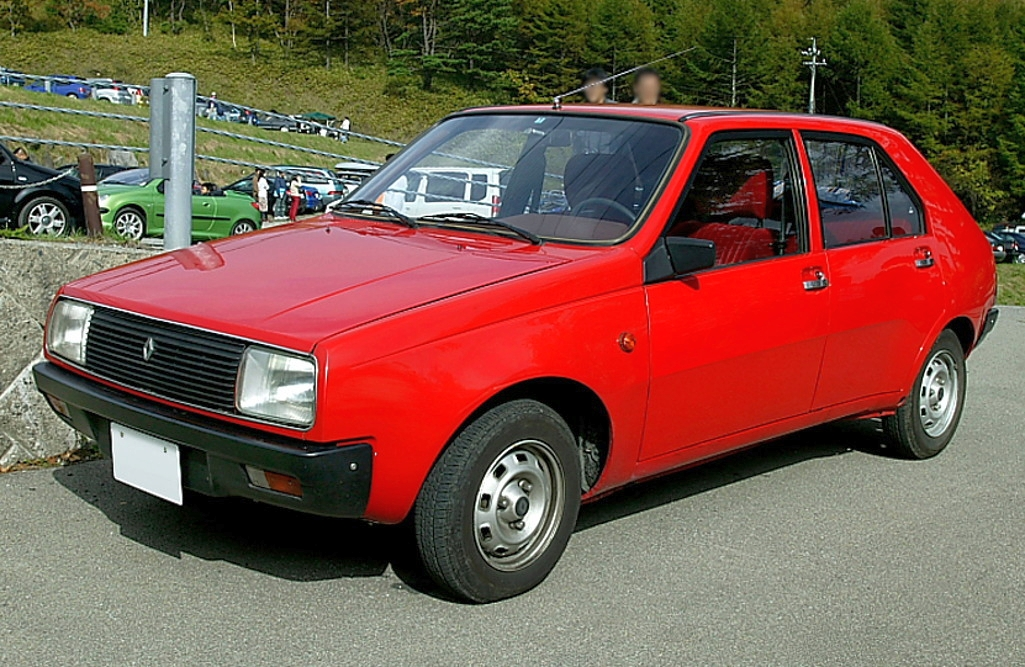
رينو 14
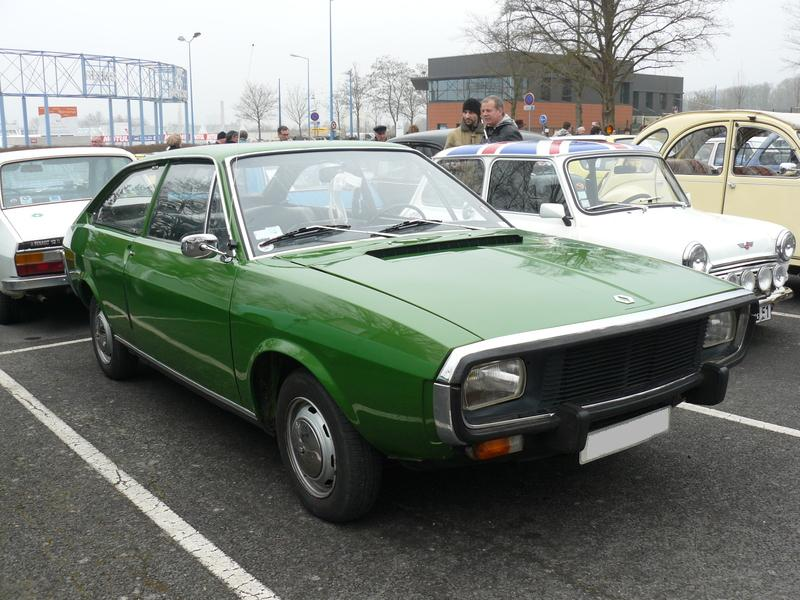
رينو 15
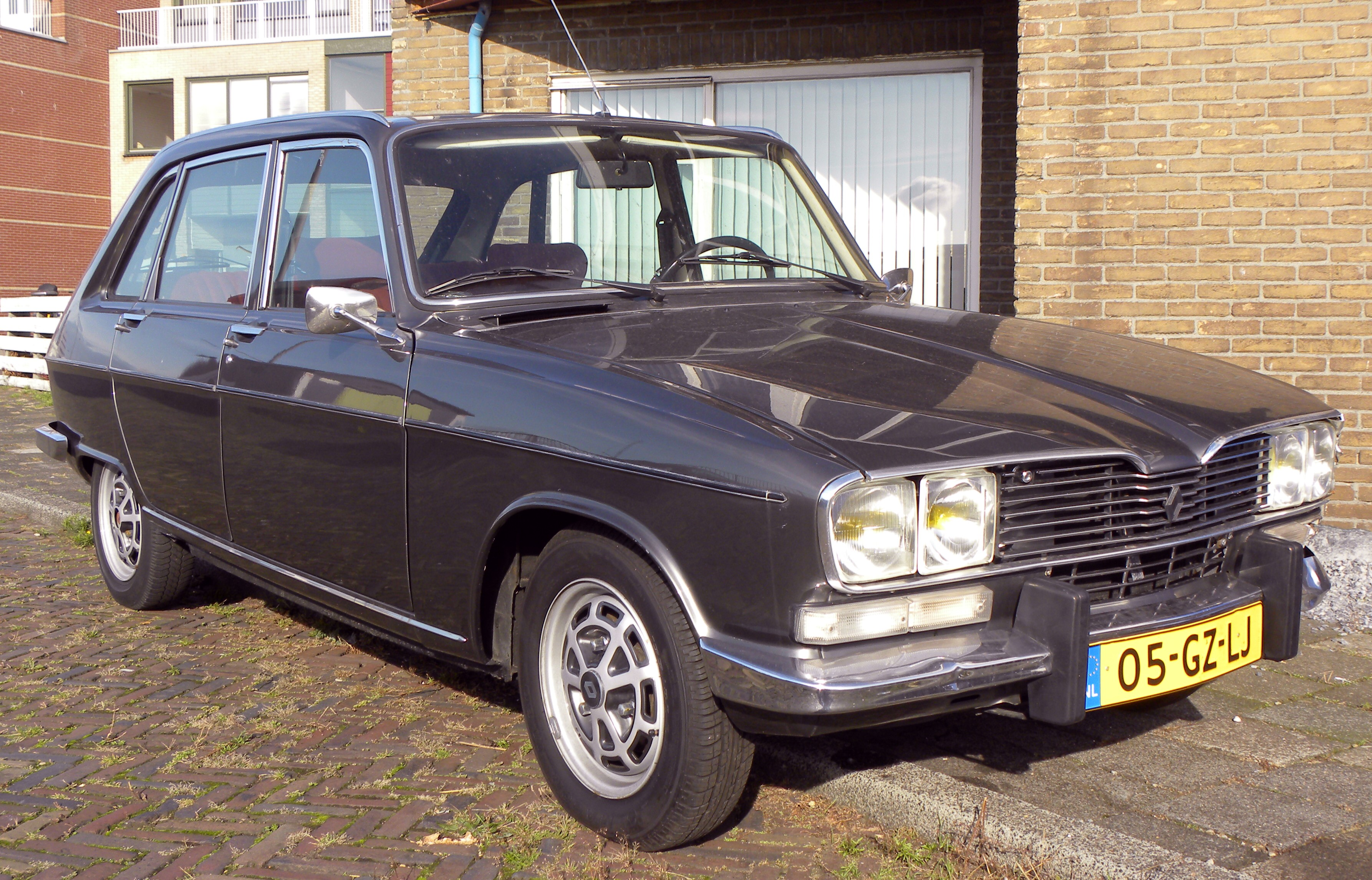
رينو 16
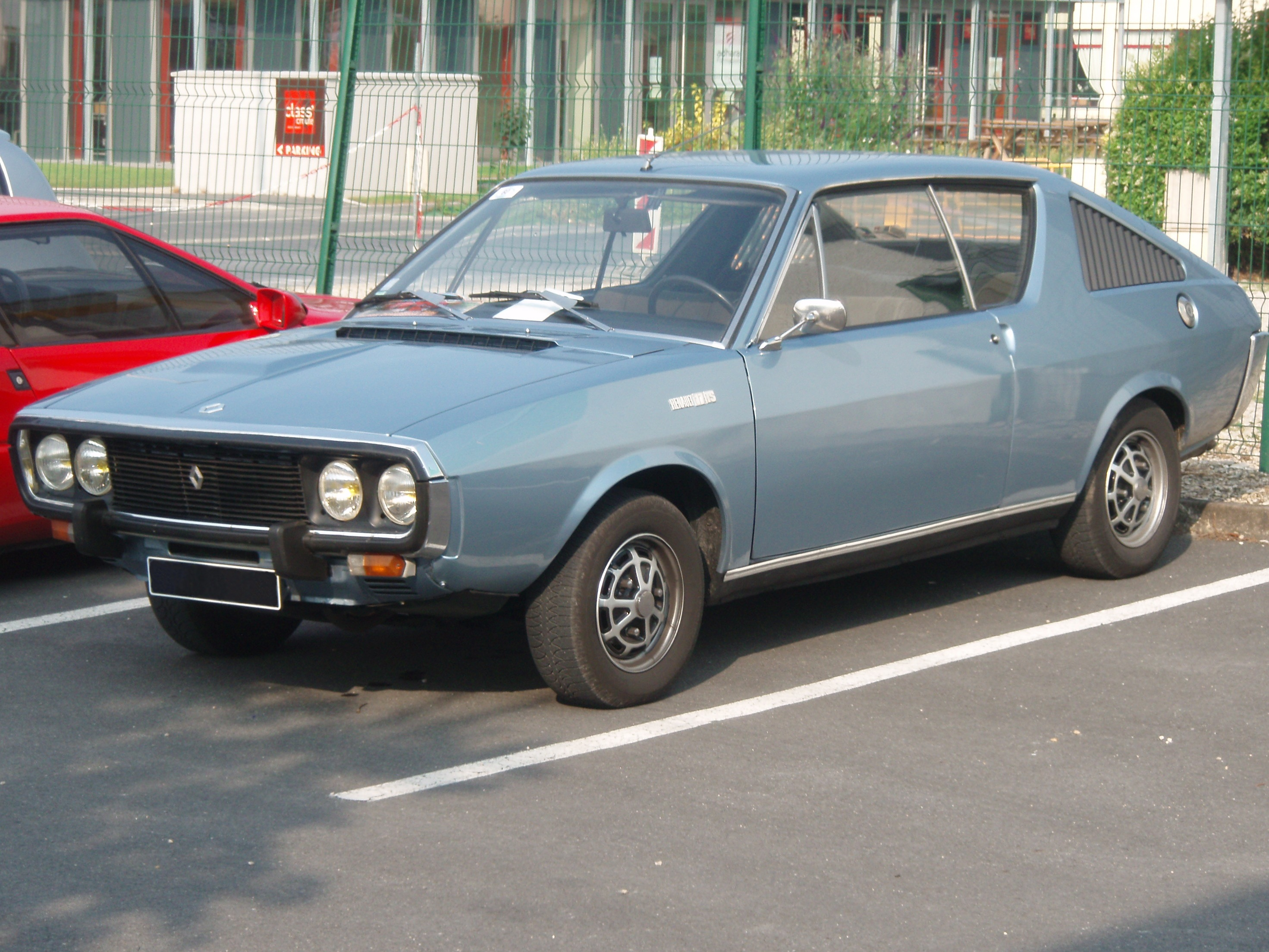
رينو 17
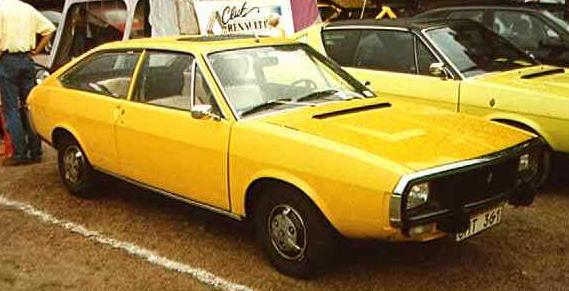
رينو 15
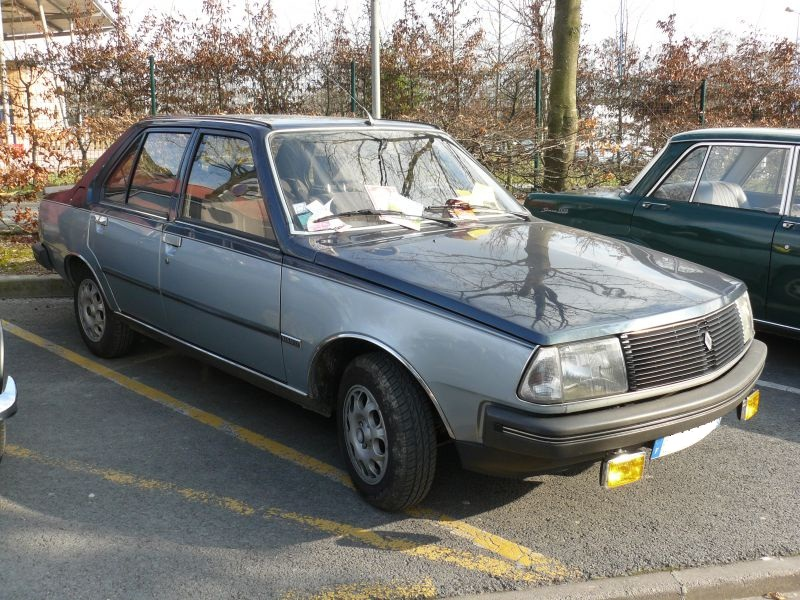
رينو 18
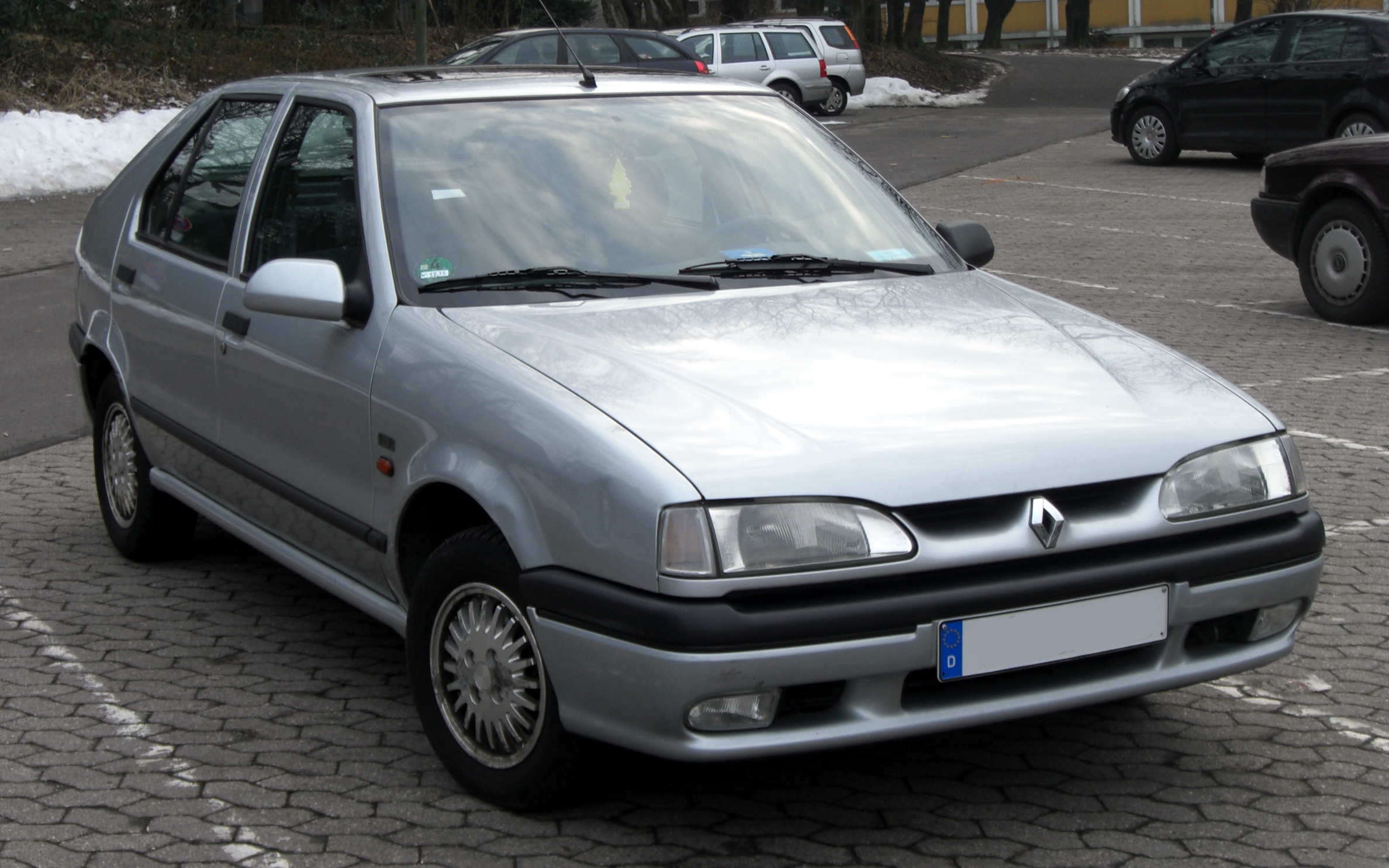
رينو 19
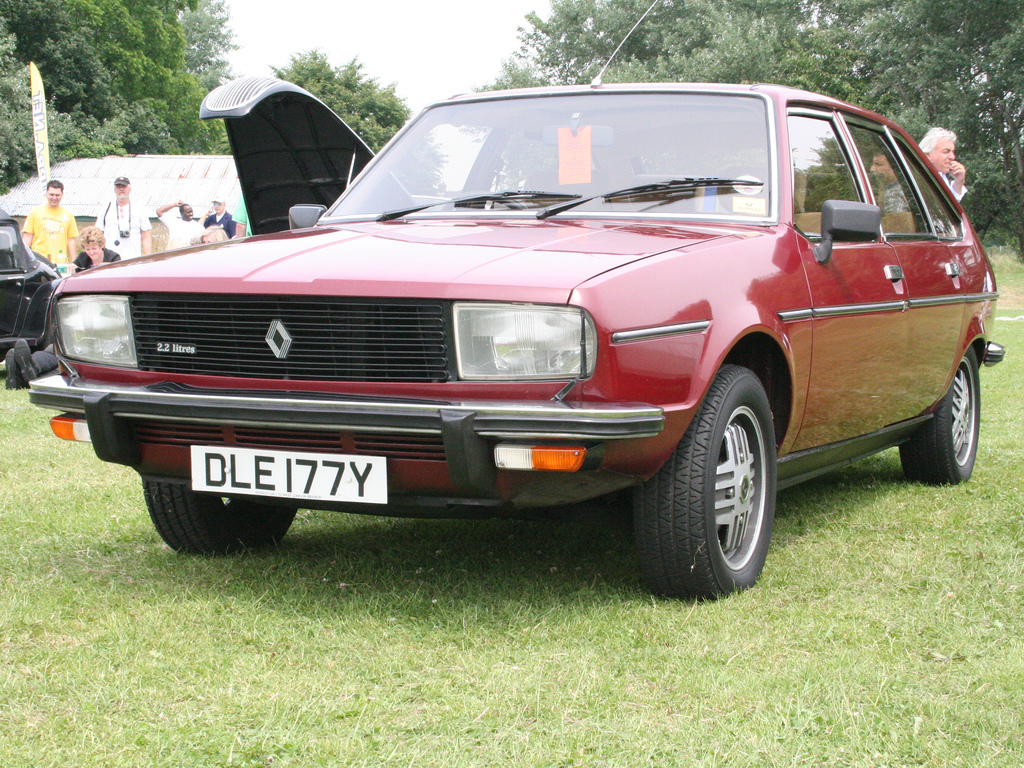
رينو 20
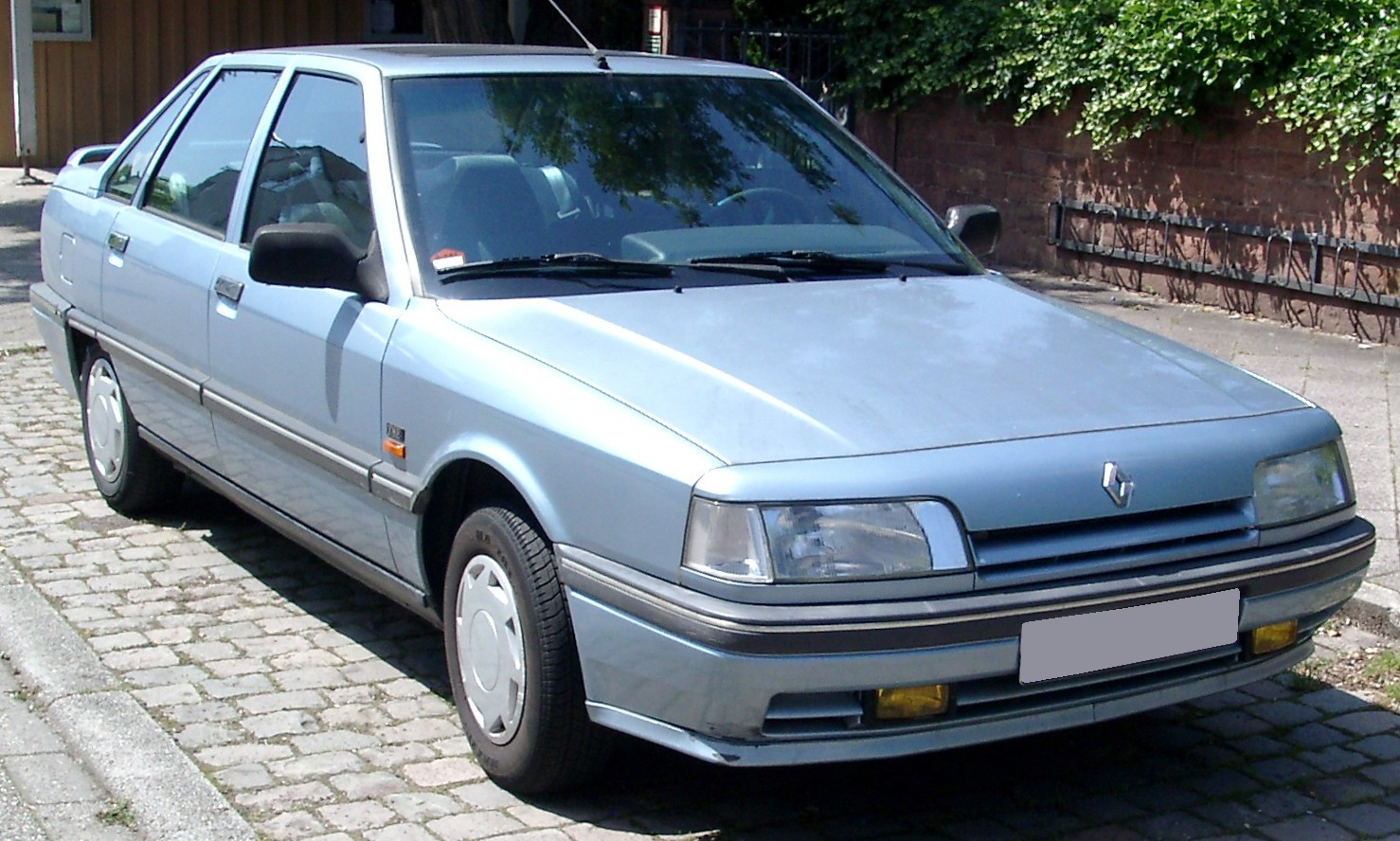
رينو 21
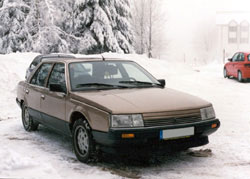
رينو 25 (1984 -1992)
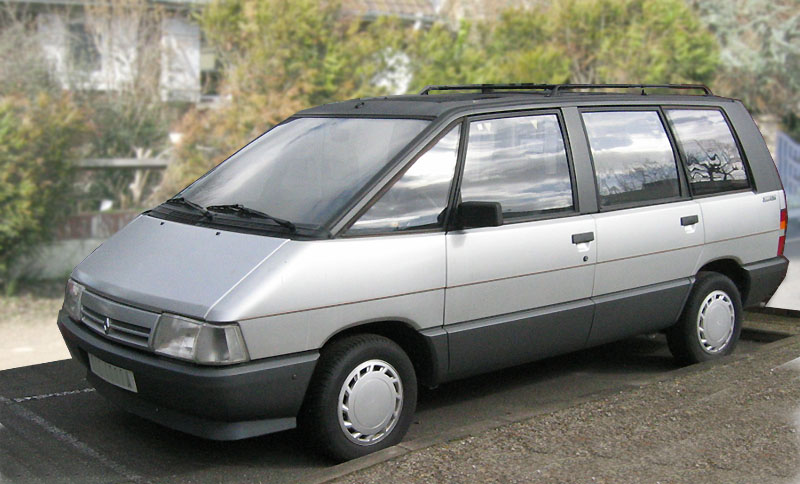
رينو إسباس (1984)
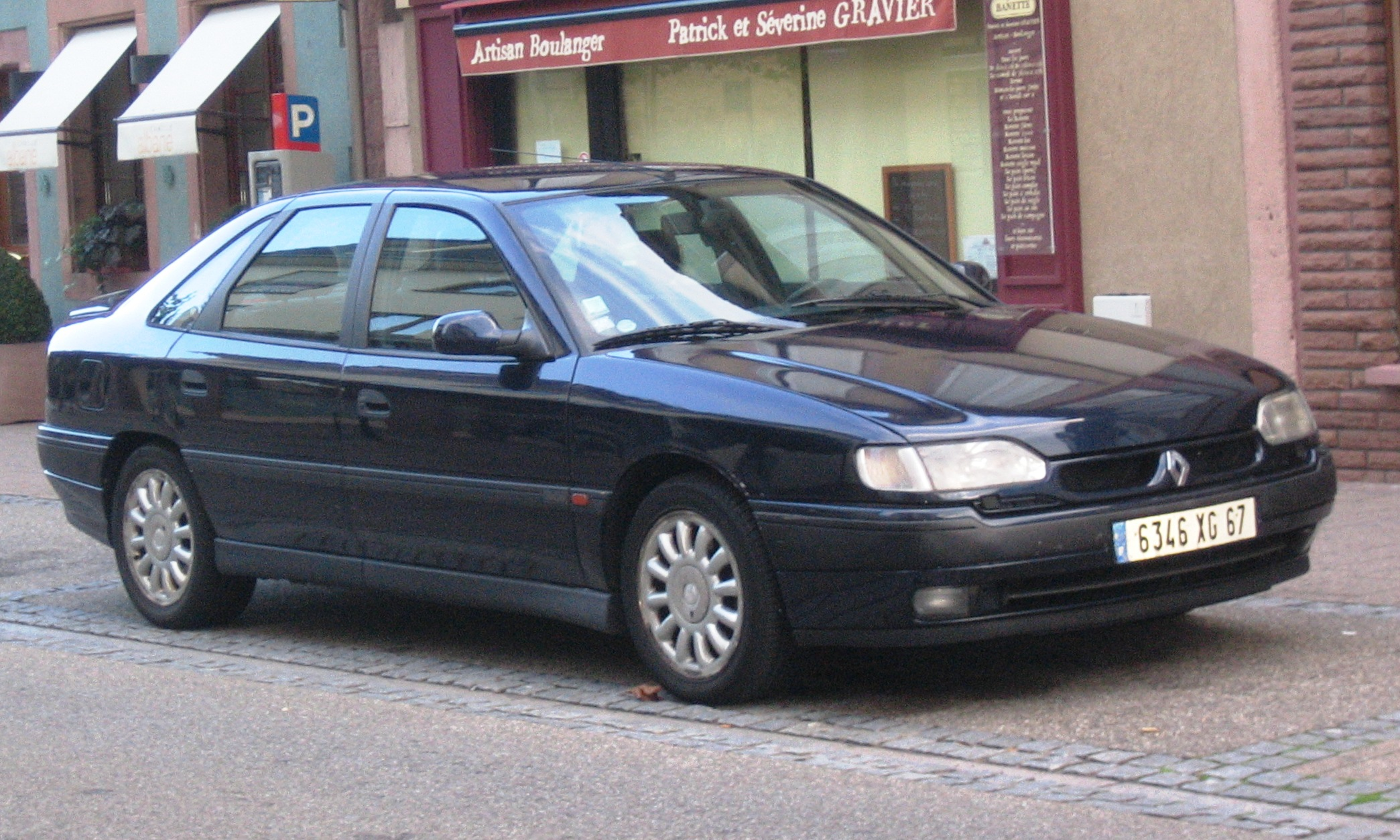
رينو سافران (1992 -2000)
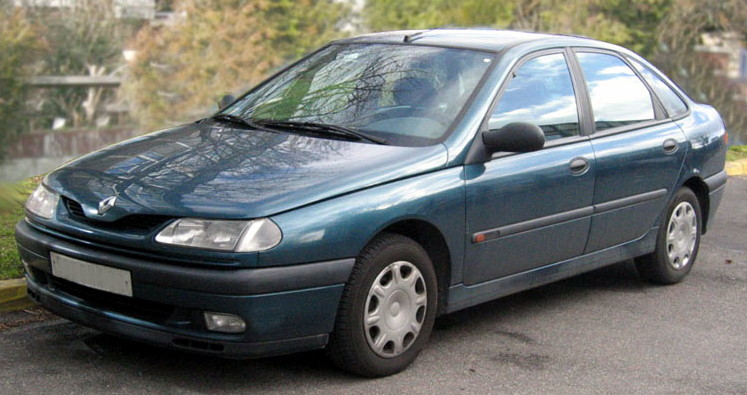
رينو لغونا (1995)
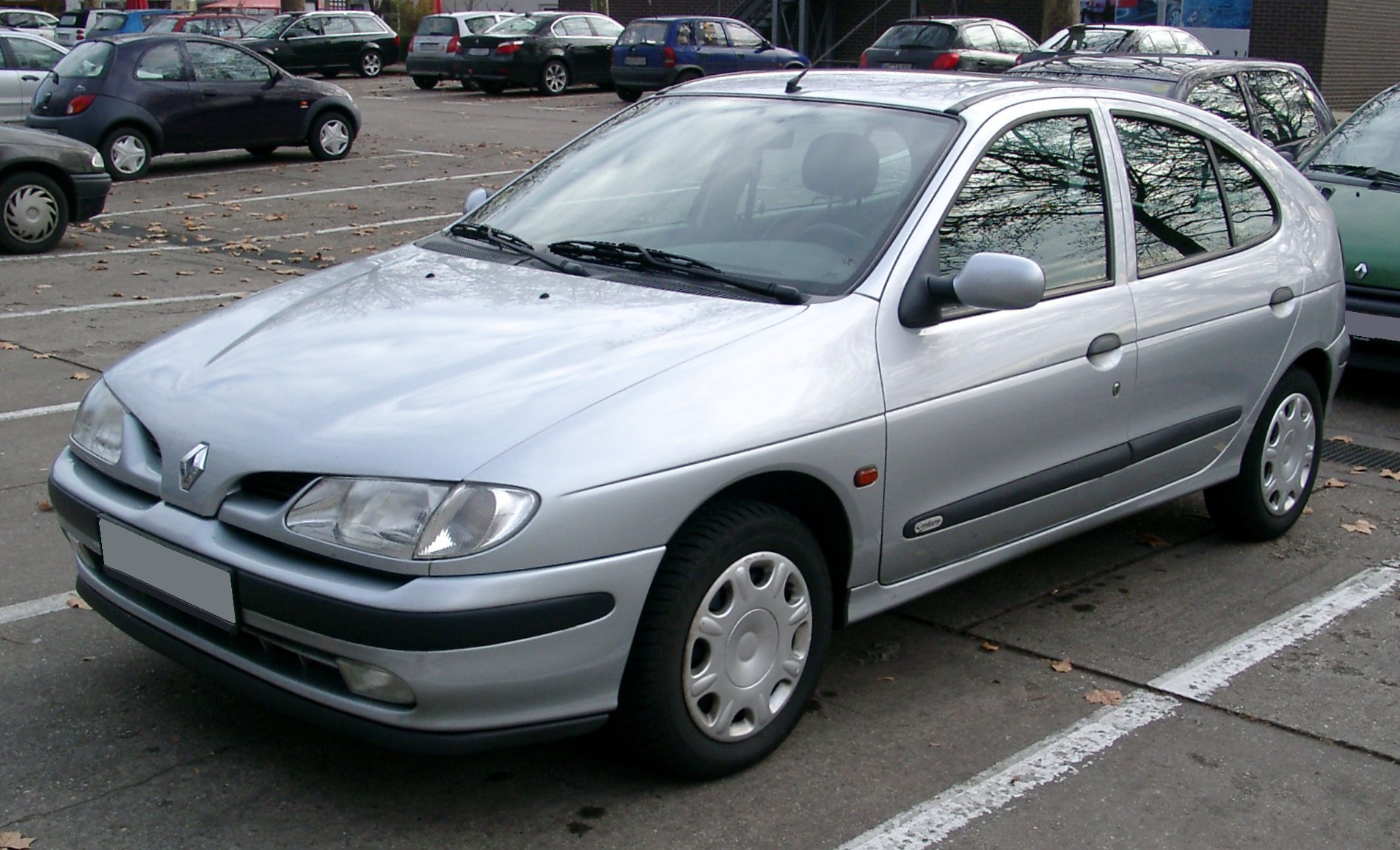
رينو ميجان (1995) (2003)
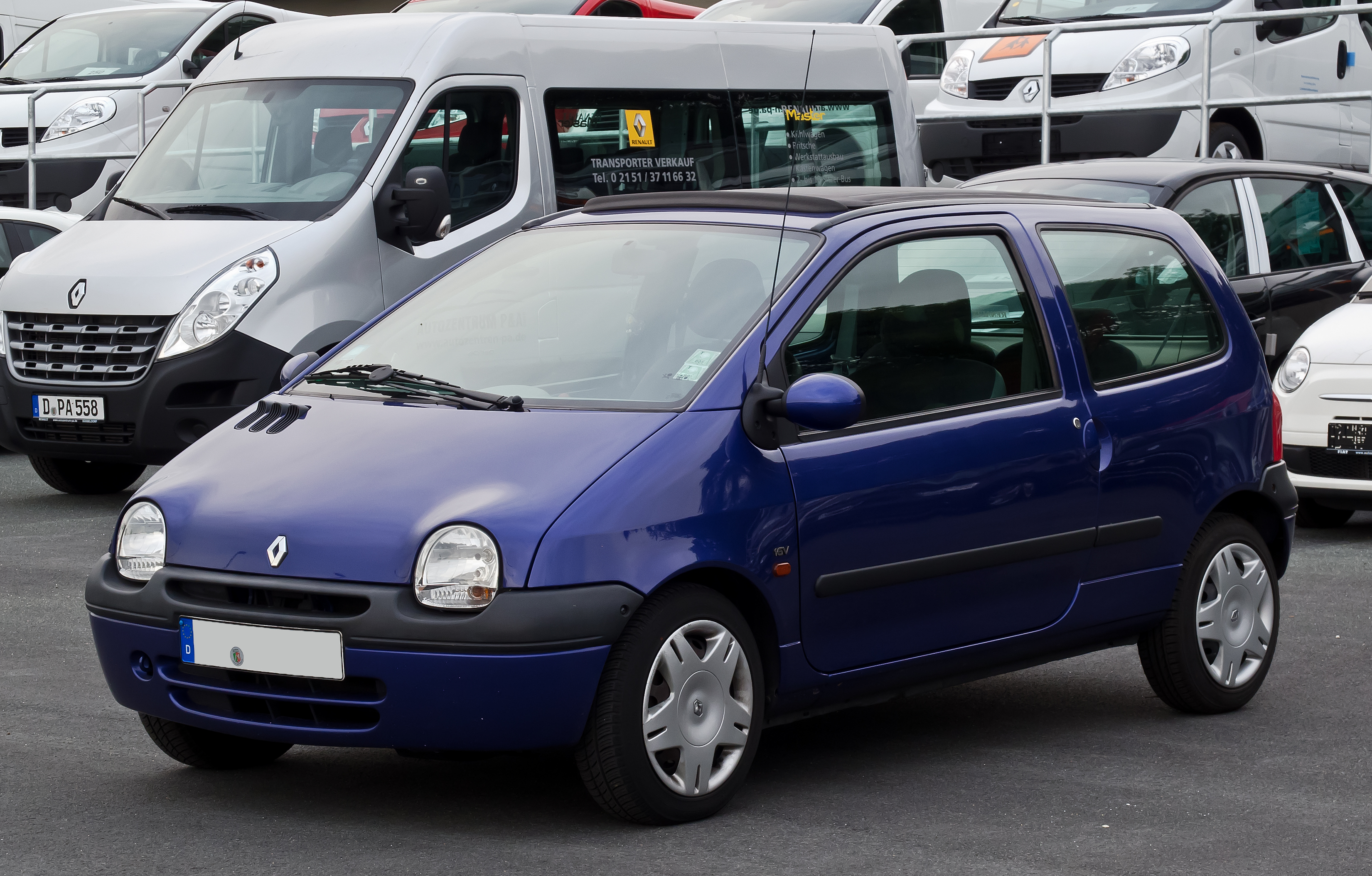
رينو توينغو
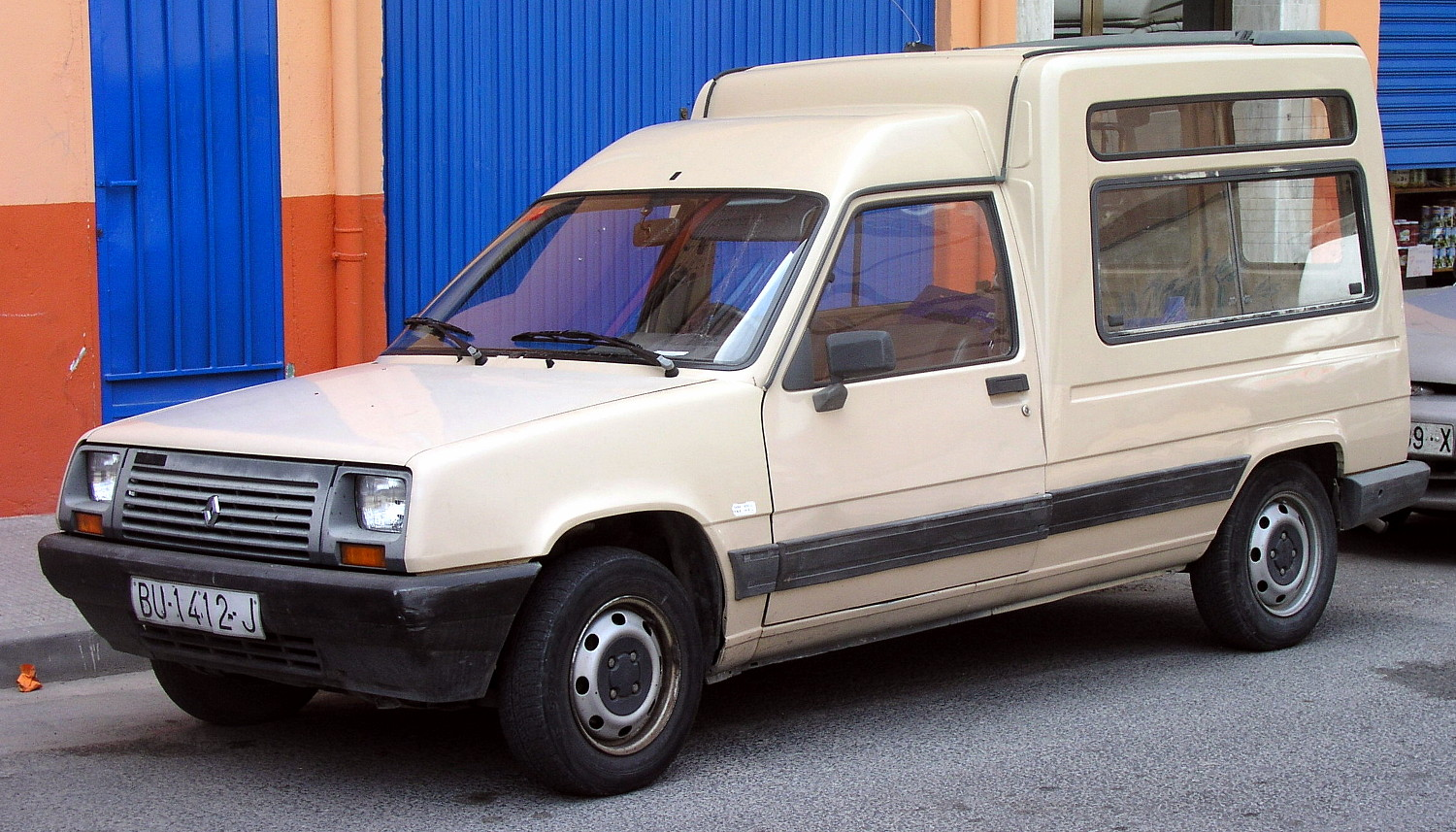
رينو إكسبراس (1985)
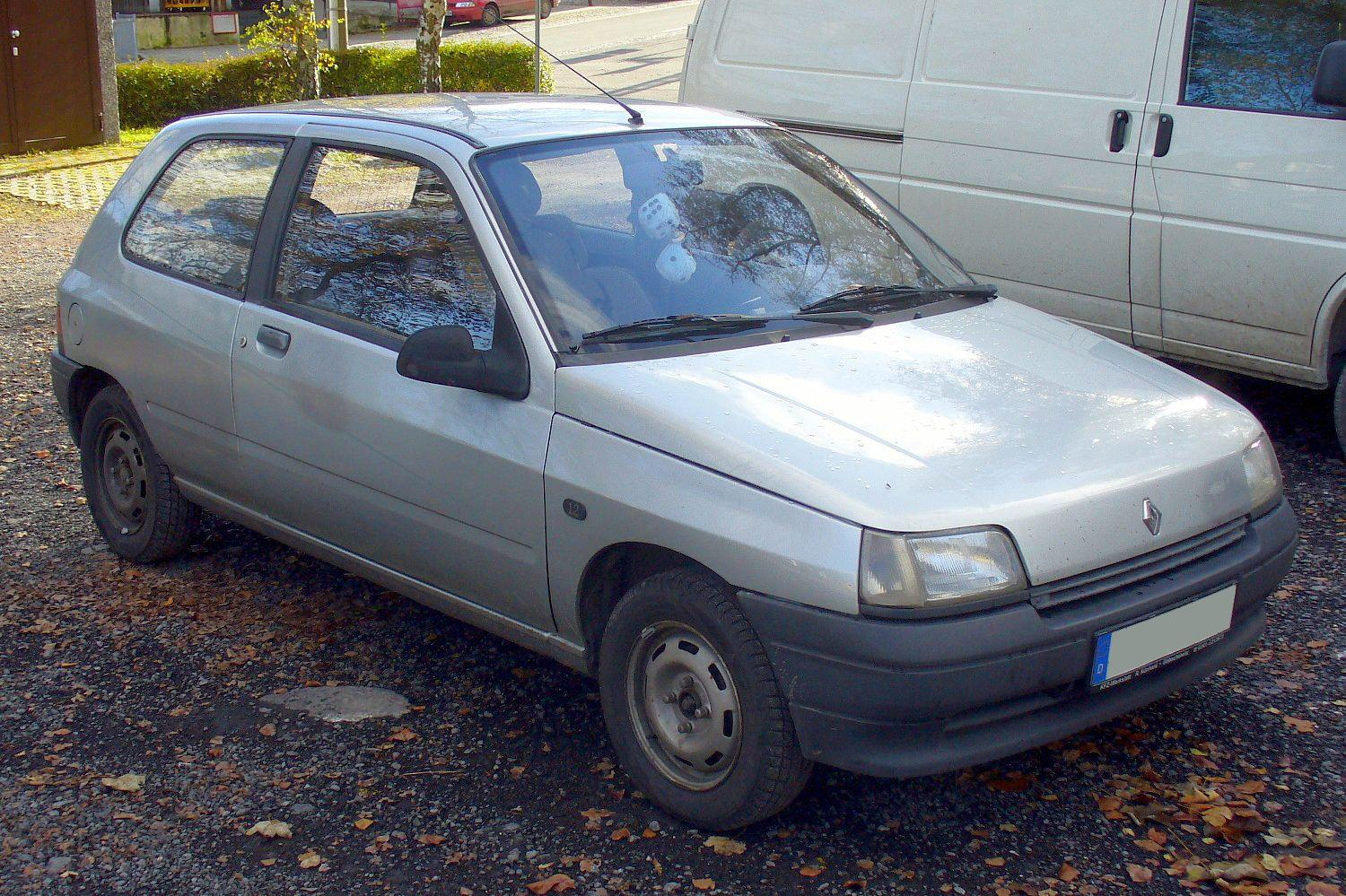
رينو كليو
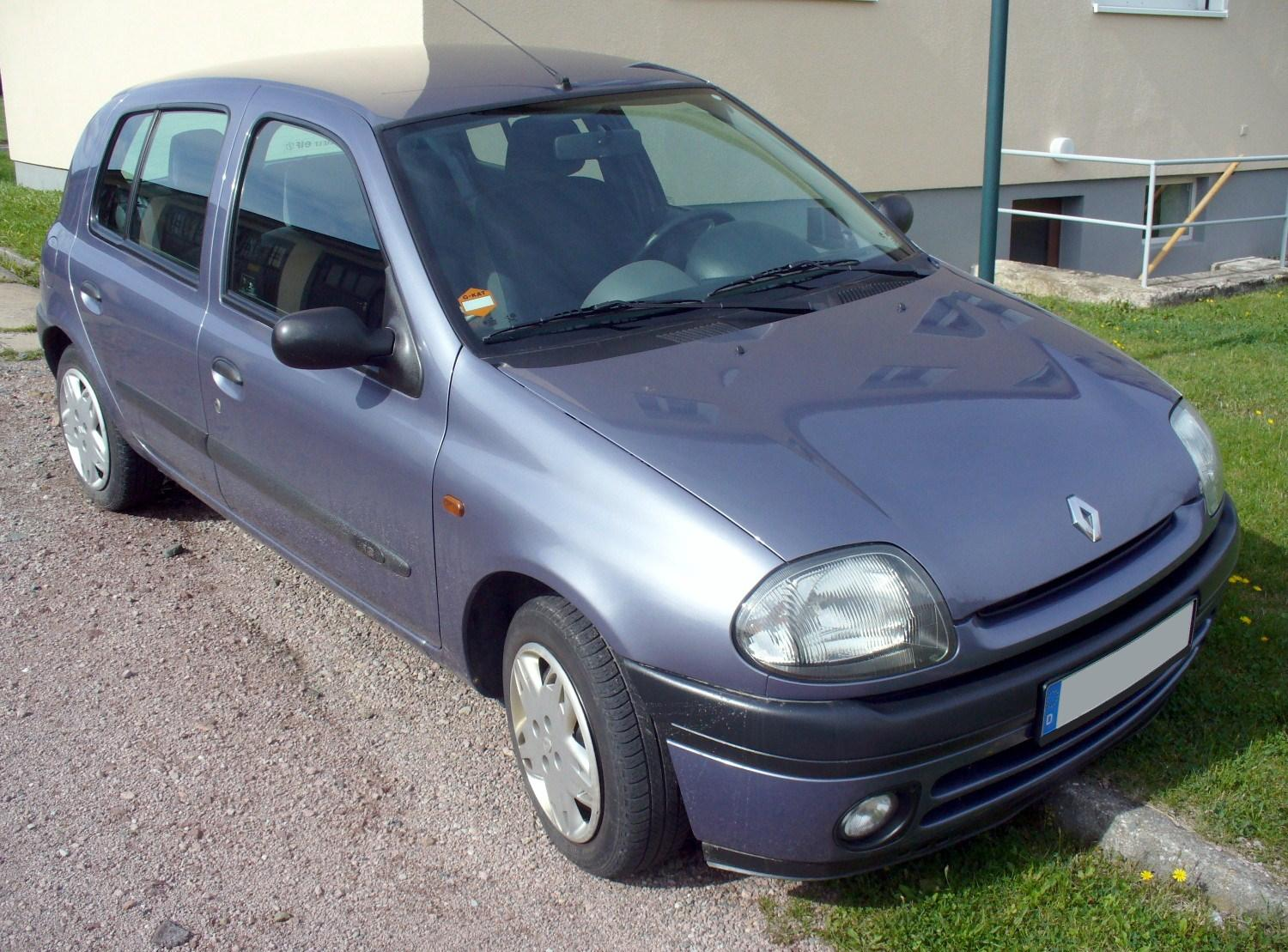
رينو كليو 2
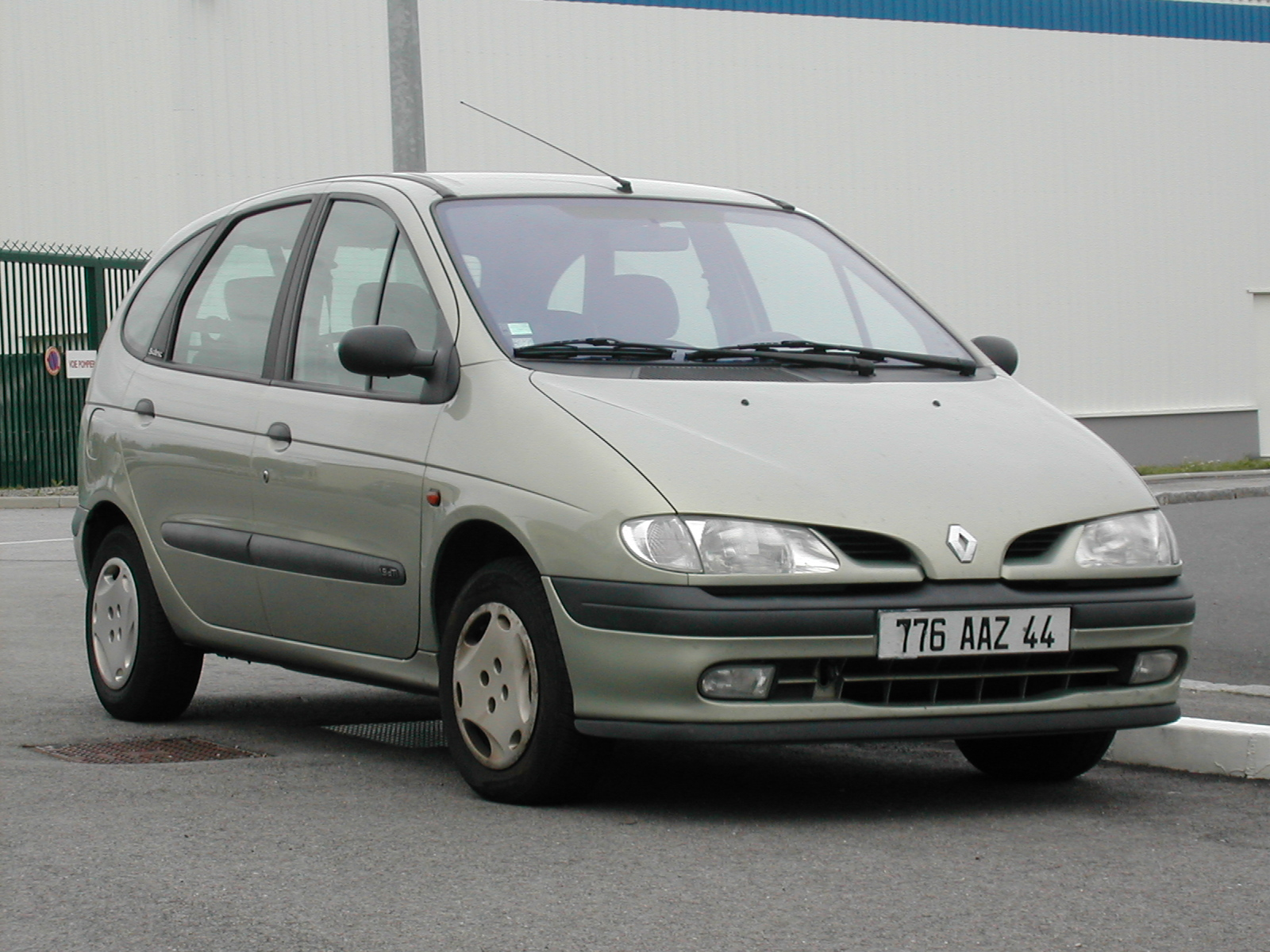
رينو سينيك
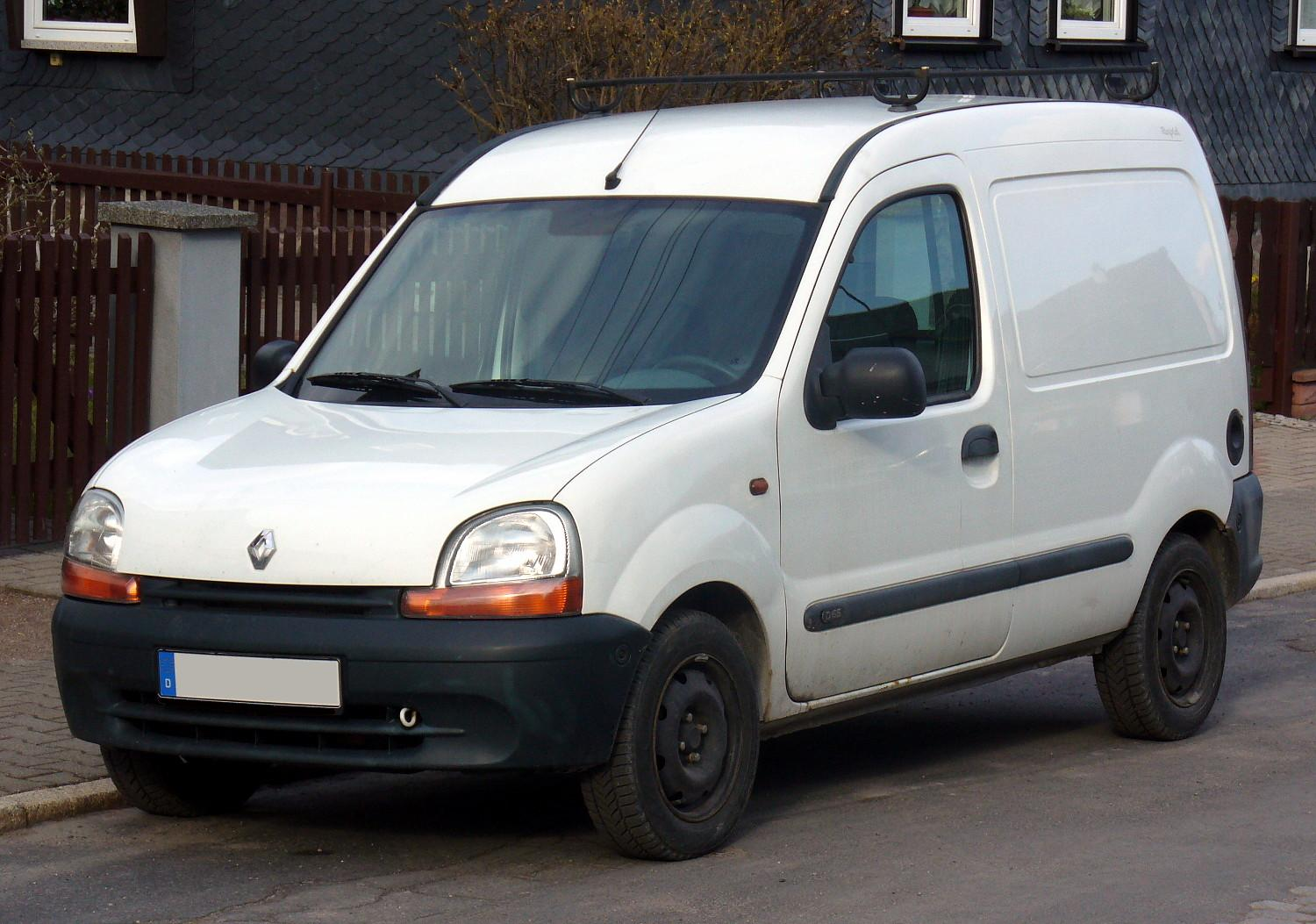
رينو كونغو (1998)
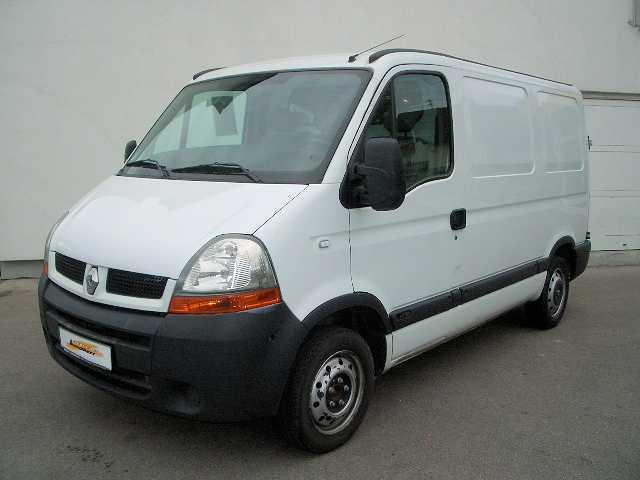
رينو ماستر (2003)
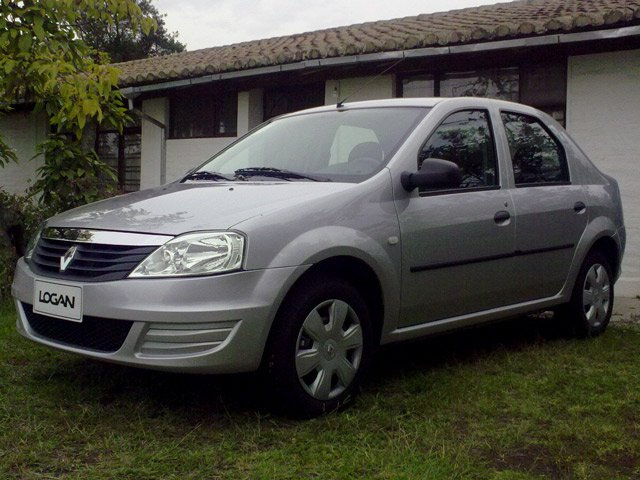
2009 Renault Logan

## وصلات خارجية
- موقع الشركة الموجه للشرق الأوسط

لا توجد روابط لمواقع التواصل الاجتماعي.